# 플라스마 세정

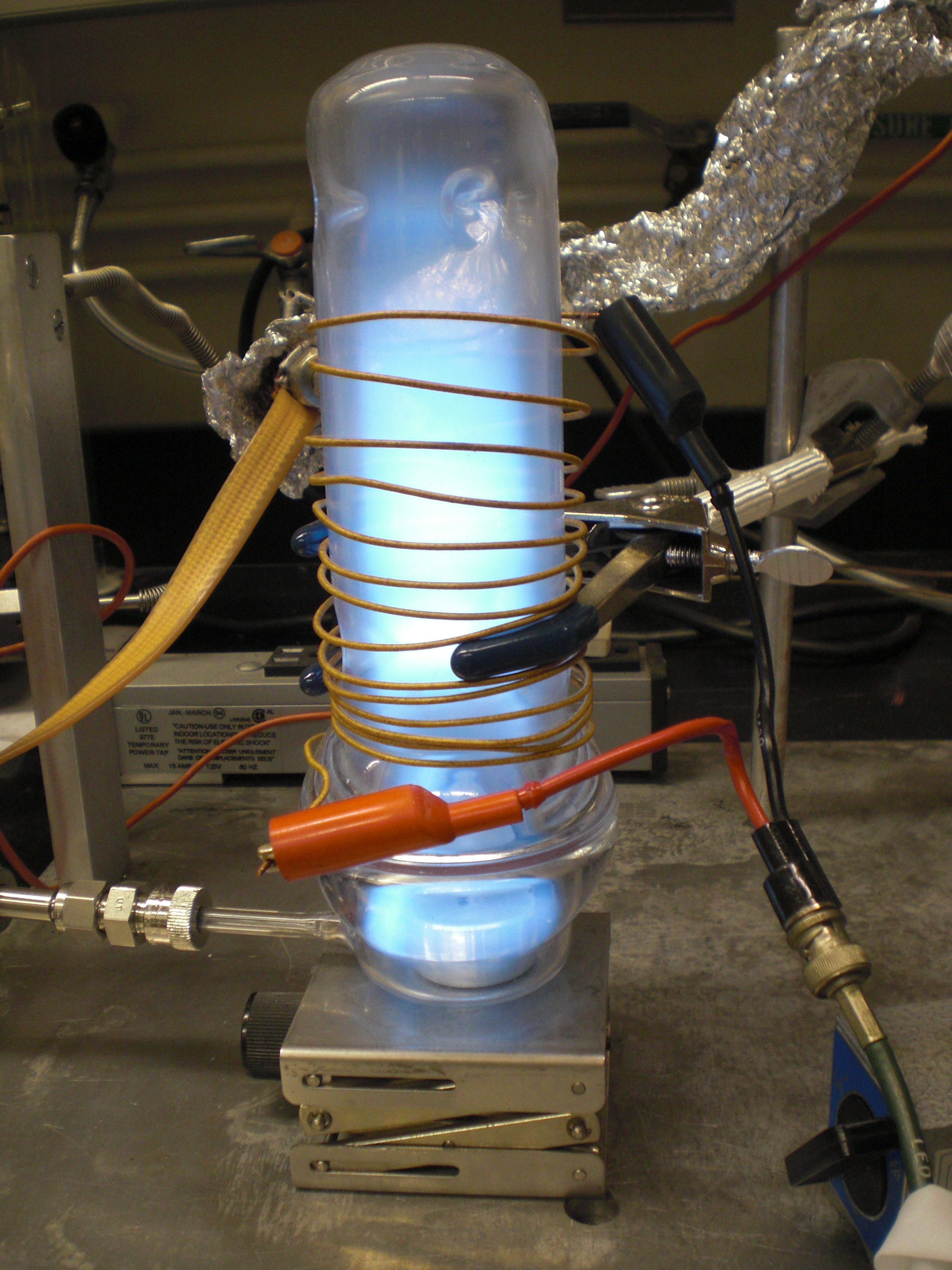
그림 1. MEMS 장치 표면은 플라스마 식각기에서 밝은 파란색 산소 플라스마로 세척되어 탄소 오염 물질을 제거한다. (100mTorr, 50W RF)

플라스마 세정, 플라스마 청소, 플라스마 클리닝(plasma cleaning)은 기체에서 생성된 고에너지 플라스마 또는 유전체 장벽 방전(DBD) 플라스마를 사용하여 표면의 불순물과 오염물을 제거하는 기술이다. 아르곤, 산소와 같은 기체뿐만 아니라 공기, 수소/질소와 같은 혼합물도 사용된다. 플라스마는 고주파 전압(일반적으로 kHz에서 >MHz)을 사용하여 저압 가스(일반적으로 대기압의 약 1/1000)를 이온화하여 생성되지만, 최근에는 대기압 플라스마도 널리 사용되고 있다.